# 프랭크 와이코프

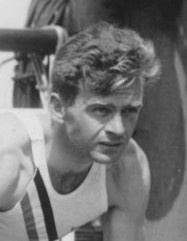

프랭크 클리퍼드 와이코프(Frank Clifford Wyckoff, 1909년 10월 29일 ~ 1980년 1월 1일)는 미국의 육상 선수로 하계 올림픽 400m 릴레이 3연승을 하였다.
아이오와주 디모인 출신으로 3개의 올림픽 릴레이를 모두 세계 기록으로 우승한 처음이자 마지막 선수로 올림픽 역사에 남아있다.
1928년 암스테르담 올림픽에 데뷔하여 100m 4위를 하고, 400m 릴레이의 선두로 달려 결승전에서 세계 기록 41.0초를 동등히 하였다.
이듬해 글렌데일 전문 대학에 입학한 와이코프는 1년간 수학하면서 인후 감염을 겪어 죽을 뻔하다가, 봄에 글렌데일 육상 선수로서 세계 기록을 4변이나 동점시키는 데 충분히 회복하였다.
그러고나서 서던캘리포니아 대학교로 옮겨 유명 코치 딘 크롬웰의 감독 아래 훈련을 받았다. 2회의 AAU 100 야드 우승(1928, 1931)과 2회의 NCAA 선수권 100 야드 우승(1930, 1931)을 하고, 1930년 서던캘리포니아 대학교 400m 릴레이 팀의 최종 주자로서 세계 기록 40.8초를 세웠다.
1932년 로스앤젤레스 올림픽에서 릴레이의 세계 기록 40.0초를 세웠으며, 4년 후 베를린 올림픽에서도 다시 100m 4위를 하고 릴레이의 최종 주자로서 39.8초의 세계 신기록으로 3연승을 하였다.
1932년 대학 졸업 후, 1936년에 석사를 취득하고 교사와 행정관이 되었다. 로스앤젤레스의 학교 제도를 위해 1972년 퇴직할 때까지 일하였다. 70세의 나이로 캘리포니아주 앨터디나에서 사망하였다.
와이코프의 슬로건 "깨끗한 연설, 깨끗한 스포츠, 깨끗한 학문, 깨끗한 인생"이 1938년 YMCA에 의하여 도입되었다.